# Riparia congica
El avión del Congo (Riparia congica) es una especie de ave paseriforme de la familia Hirundinidae endémica de la cuenca del Congo.

## Descripción
El avión del Congo mide alrededor de 11 cm de largo. Tiene el plumaje de las partes superiores de color marrón claro, con el píleo y alas ligeramente más oscuras. Presenta una banda ocular oscura. Las partes inferiores de su cuerpo son de color blanco, a excepción de una ancha banda horizontal en la parte superior del pecho que es de color narrón claro. Tiene el pico negro y sus patas son pardas. Ambos sexos tienen un aspecto similar, pero los juveniles tienen las puntas de las plumas claras en la espalda, obispillo y alas.
Carece de la lista vertical que atraviesa el pecho del avión zapador, pero en la práctica es difícil diferenciar claramente a los aviones zapadores invernantes de los aviones del congo residentes.

## Distribución y hábitat
Se encuentra únicamente a lo largo del río Congo y su afluente el Ubangui. Aunque tiene un área de distribución restringida es bastante abundante dentro de ella.
Su hábitat natural son los bosques de ribera de ríos grandes con taludes arenosos donde poder criar.

## Comportamiento
Se alimenta de pequeños insectos, como moscas y nematóceros, que caza al vuelo por encima del río o en los claros del bosque y otras zonas abiertas a unas pocas millas del río. Suele alimentarse en pequeñas bandadas o en compañía de otros hirundínidos, en especial los aviones zapadores invernantes.
El avión del Congo anida en colonias entre febrero y marzo. Cada pareja excaba un túnel en un talud fluvial aproximadamente un metro por encima del río. El nido lo sitúan al final del túnel. Se conoce poco de su comportamiento reproductor, aunque probablemente será similar al del avión zapador.

## Estado de conservación
Es una especie localmente abundante, con un área de distribución bastante reducida, de unos 80.000 km². Se cree que el tamaño de la población es grande, y no parece acercarse a los criterios de declive de la Lista Roja de la UICN (declive de más del 30% en diez años o tres generaciones). Por lo que la se clasifica como especie bajo preocupación menor.